# 百合ヶ丘駅
百合ヶ丘駅（ゆりがおかえき）は、神奈川県川崎市麻生区百合丘一丁目にある、小田急電鉄小田原線の駅である。駅番号はOH 22。

## 歴史
多摩線開通に伴い、新百合ヶ丘駅新設までは、比較的整備された駅前広場を有するため、川崎市拠点として小田急電鉄に急行停車要望書が提出されたり、川崎市を縦断する地下鉄の駅開設が計画されたこともあった。

### 年表
- 1960年（昭和35年）3月25日：百合丘第一団地入居開始に伴う交通の便を確保するために開設[2]。各停・準急・通勤準急の停車駅となる。駅周辺は田畑が続く丘陵地が造成されて、当時としては新しい生活スタイルを実現した団地として、先駆的なベッドタウンであった。
- 1978年（昭和53年）3月31日：当駅・読売ランド前駅・生田駅を通過する通称「スキップ準急」（正式名称ではない）新設、当該列車に限り通過駅となる。
- 1981年（昭和56年）3月6日：橋上駅舎・南北自由通路完成、使用開始。
- 1990年（平成2年）3月27日：「スキップ準急」廃止、準急全列車停車開始。
- 2004年（平成16年）12月11日：区間準急新設、停車駅となる[3]。
- 2014年（平成26年）1月：OH 22の駅ナンバリング導入、使用開始[4]。
- 2018年（平成30年）3月17日：ダイヤ改正に伴い、通勤準急新設、停車駅となる[5]。

### 駅名の由来
百合丘団地が近くにあることから「百合ヶ丘」（なぜ百合丘ではないのかは定かではない）となる。「百合丘団地」という団地名の由来は、以前この周辺に神奈川県県花である「山百合」が多かったからという。また、その他にもこの近辺の開墾に当たって128人（または100人という説もある）の地主が協力し、「百人が力を合わせた」ということとする説もある。

## 駅構造
相対式ホーム2面2線を有する地上駅。線路は掘割部にある。橋上駅舎を有しており、南口側は駅舎と駅前広場が直結している。建設当初は待避線スペースも確保され島式ホーム2面4線化も可能なようにされていた。
2006年（平成18年）2月25日よりエレベーターが使用開始された。
2012年度（平成24年度）の投資計画で行先案内表示器新設が発表された。

### のりば
| ホーム | 路線     | 方向 | 行先                   |
| ------ | -------- | ---- | ---------------------- |
| 1      | 小田原線 | 下り | 小田原・片瀬江ノ島方面 |
| 2      | 小田原線 | 上り | 新宿・ 千代田線方面    |

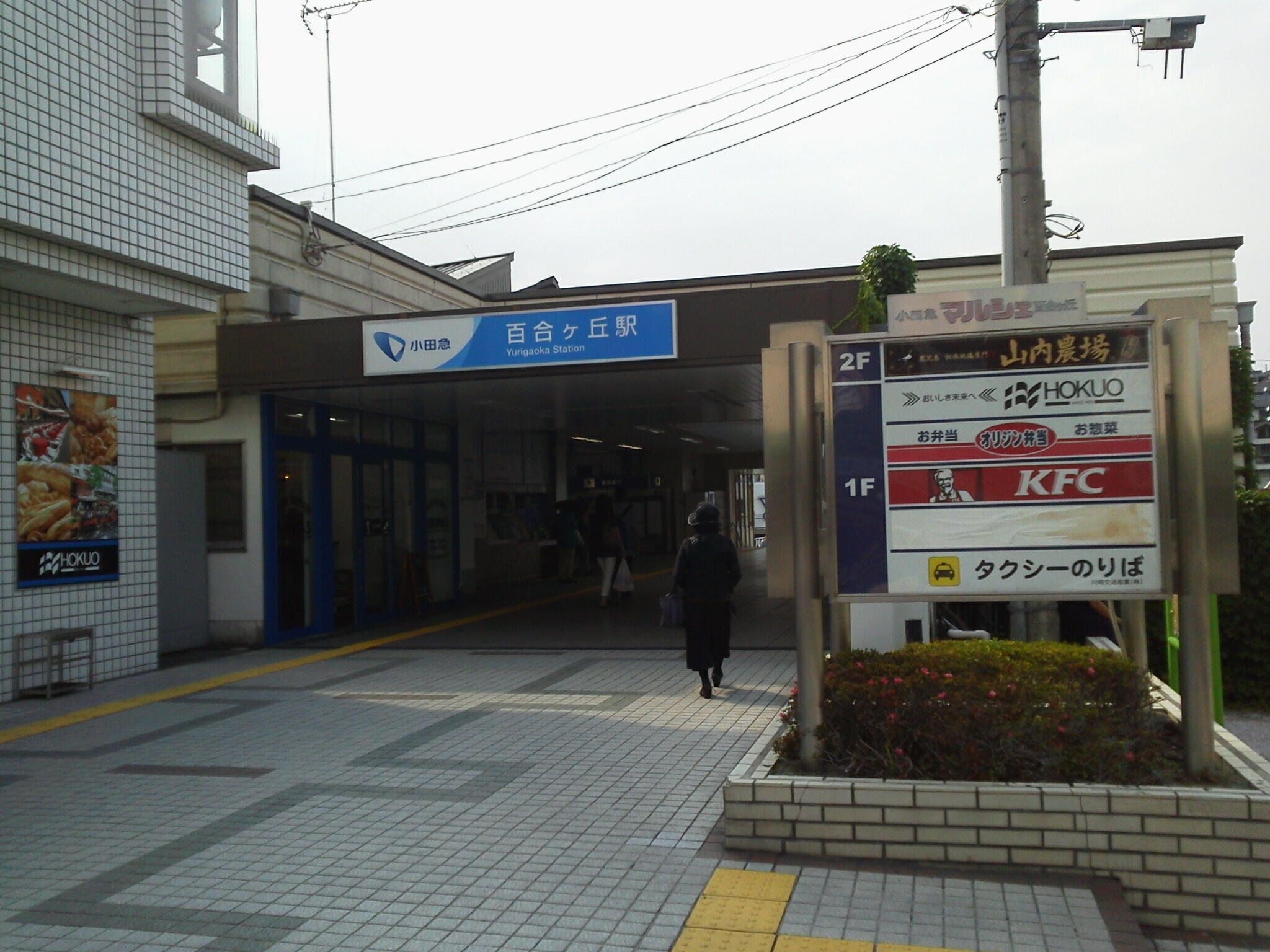
南口
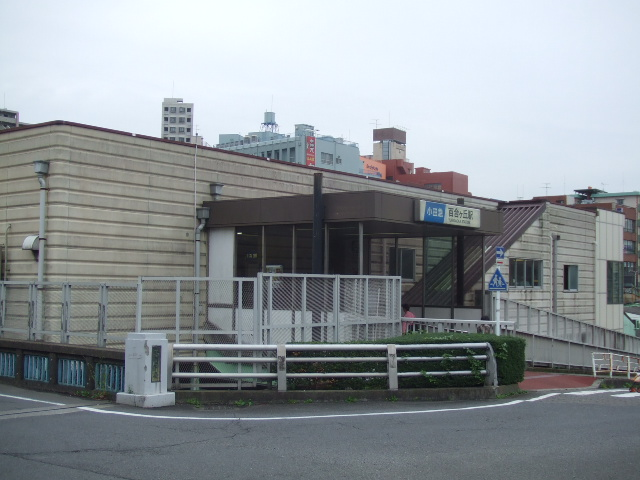
北口
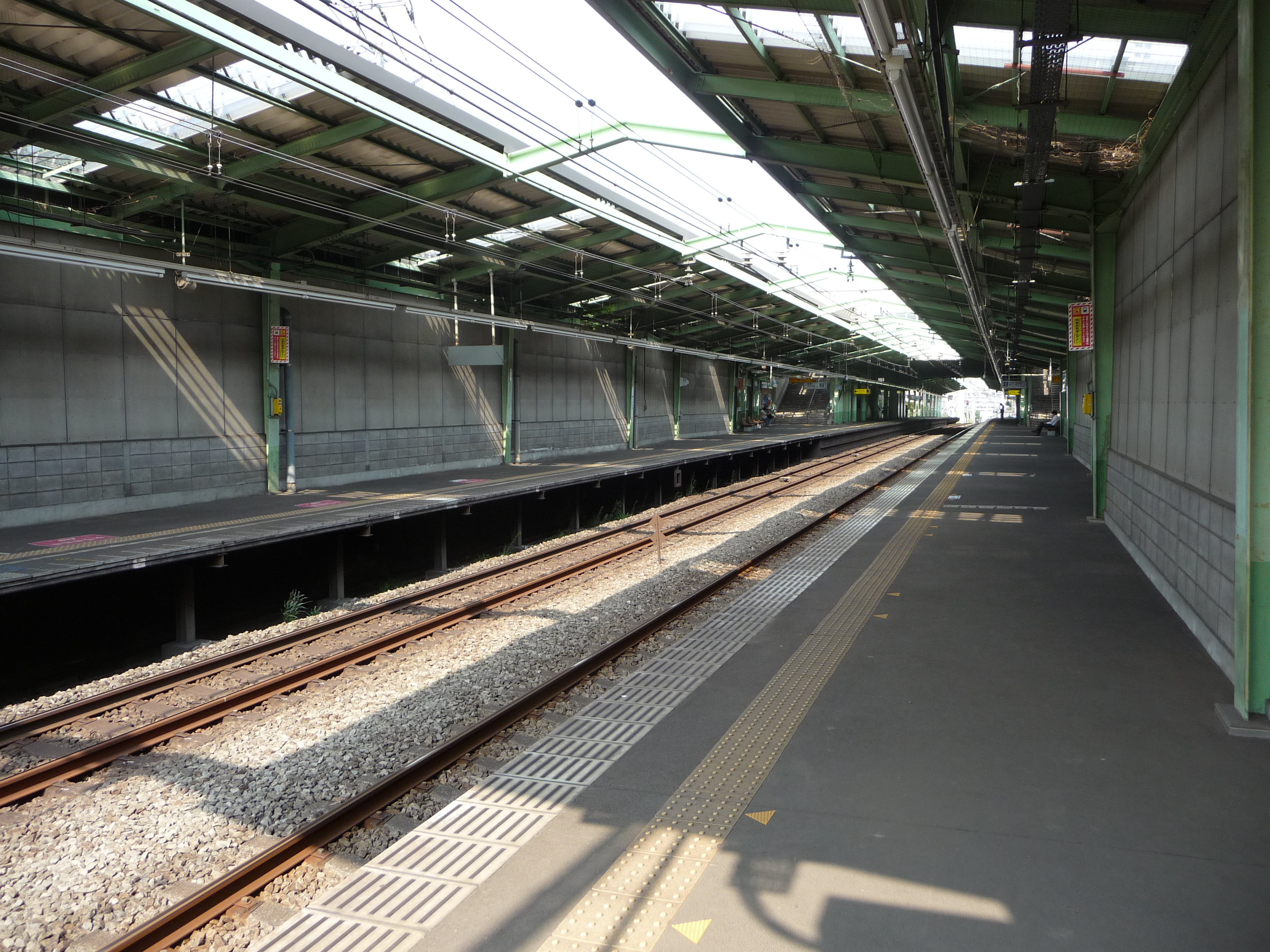
ホーム

## 利用状況
2024年度（令和6年度）の1日平均乗降人員は20,583人である。小田急電鉄の70駅中第45位。
近年の1日平均乗降・乗車人員の以下は下表の通り。
| 年度               | 1日平均 乗降人員 | 1日平均 乗車人員 | 出典     |
| ------------------ | ---------------- | ---------------- | -------- |
| 1995年（平成07年） |                  | 13,421           | [ * 1 ]  |
| 1996年（平成08年） |                  | 12,931           |          |
| 1997年（平成09年） |                  | 12,746           |          |
| 1998年（平成10年） |                  | 12,052           | [ * 2 ]  |
| 1999年（平成11年） |                  | 11,549           | [ * 3 ]  |
| 2000年（平成12年） |                  | 8,737            | [ * 3 ]  |
| 2001年（平成13年） |                  | 11,416           | [ * 4 ]  |
| 2002年（平成14年） | 22,525           | 11,042           | [ * 5 ]  |
| 2003年（平成15年） | 22,445           | 10,919           | [ * 6 ]  |
| 2004年（平成16年） | 21,867           | 10,767           | [ * 7 ]  |
| 2005年（平成17年） | 21,572           | 10,583           | [ * 8 ]  |
| 2006年（平成18年） | 21,541           | 10,542           | [ * 9 ]  |
| 2007年（平成19年） | 21,598           | 10,619           | [ * 10 ] |
| 2008年（平成20年） | 21,674           | 10,645           | [ * 11 ] |
| 2009年（平成21年） | 21,407           | 10,494           | [ * 12 ] |
| 2010年（平成22年） | 21,177           | 10,373           | [ * 13 ] |
| 2011年（平成23年） | 20,736           | 10,135           | [ * 14 ] |
| 2012年（平成24年） | 20,814           | 10,165           | [ * 15 ] |
| 2013年（平成25年） | 21,211           | 10,360           | [ * 16 ] |
| 2014年（平成26年） | 21,125           | 10,372           | [ * 17 ] |
| 2015年（平成27年） | 21,522           | 10,572           | [ * 18 ] |
| 2016年（平成28年） | 21,293           | 10,479           | [ * 19 ] |
| 2017年（平成29年） | 21,404           | 10,529           | [ * 20 ] |
| 2018年（平成30年） | 21,650           | 10,662           | [ * 21 ] |
| 2019年（令和元年） | 21,681           | 10,676           | [ * 22 ] |
| 2020年（令和02年） | 17,214           | 8,476            | [ * 23 ] |
| 2021年（令和03年） | 18,510           |                  |          |
| 2022年（令和04年） | 19,802           |                  |          |
| 2023年（令和05年） | 20,202           |                  |          |
| 2024年（令和06年） | 20,583           |                  |          |

## 駅周辺
- 川崎市麻生消防署 百合丘出張所
- 百合ヶ丘駅前郵便局
- 百合丘第一団地（現・サンラフレ百合ヶ丘）
- 百合丘第二団地（現・百合ヶ丘みずき街）
- 弘法の松
- 高石神社
- 小田急マルシェ
- ゆりストア 百合丘本店
- スーパー三和
  - ザ・ダイソー 三和百合ヶ丘店
- 川崎信用金庫 百合ヶ丘支店
- 川崎市立百合丘小学校

### 路線バス
以下の路線が小田急バス登戸営業所・小田急バス新百合ヶ丘営業所により運行されているほか、山ゆり号は高橋商事により運行される。
百合ヶ丘駅入口
北口側の県道3号世田谷町田線上にあるバス停留所である。
- 系統なし：新百合ヶ丘駅行、高石経由 生田折返場行 ※入・出庫路線

百合ヶ丘駅
南口にある停留所である。
- 1番乗り場
  - 百02系統：新百合ヶ丘駅、大谷行　※大谷行は夜間の一部のみ
- 2番乗り場
  - 百01系統：西長沢経由聖マリアンナ医科大学行
- 3番乗り場
  - 系統なし：高石経由生田折返場行 ※入庫路線
  - 系統なし：高石経由登戸営業所行 ※入庫路線
  - 山ゆり号：高石団地循環

## 隣の駅
小田急電鉄
 小田原線

■快速急行・□通勤急行・■急行
通過
□通勤準急・■準急・■各駅停車（通勤準急は平日朝上りのみ、準急は平日夜下りのみ）
読売ランド前駅 (OH 21) - 百合ヶ丘駅 (OH 22) - 新百合ヶ丘駅 (OH 23)